# Division I 1971-1972
La Division I 1971-1972 è stata la 69ª edizione della massima serie del campionato belga di calcio disputata tra il settembre 1971 e il maggio 1972 e conclusa con la vittoria del R.S.C. Anderlecht, al suo quindicesimo titolo.
Capocannoniere del torneo fu Raoul Lambert (RFC Brugeois), con 17 reti.

## Formula
Come nella stagione precedente le squadre partecipanti furono 16 e disputarono un turno di andata e ritorno per un totale di 30 partite.
Le ultime due classificate vennero retrocesse in Division 2.
Le società ammesse alle coppe europee furono quattro: la squadra campione si qualificò alla Coppa dei Campioni 1972-1973, seconda e terza e classificata alla Coppa UEFA 1972-1973 e la vincitrice della coppa nazionale alla Coppa delle Coppe 1972-1973.

## Classifica finale
|    | Classifica                     | G  | V  | N  | P  | GF | GS | Dif | Pt |
| -- | ------------------------------ | -- | -- | -- | -- | -- | -- | --- | -- |
| 1  | Anderlecht                     | 30 | 19 | 7  | 4  | 67 | 25 | 42  | 45 |
| 2  | RFC Brugeois                   | 30 | 18 | 9  | 3  | 57 | 22 | 35  | 45 |
| 3  | Standard Liegi                 | 30 | 15 | 11 | 4  | 48 | 19 | 29  | 41 |
| 4  | Racing White Daring Molenbeek  | 30 | 13 | 10 | 7  | 42 | 28 | 14  | 36 |
| 5  | KSV Cercle Brugge              | 30 | 12 | 8  | 10 | 30 | 24 | 6   | 32 |
| 6  | KV Mechelen                    | 30 | 10 | 11 | 9  | 35 | 31 | 4   | 31 |
| 7  | K. Lierse SK                   | 30 | 11 | 8  | 11 | 36 | 42 | -6  | 30 |
| 8  | RFC Liégeois                   | 30 | 12 | 4  | 14 | 41 | 47 | -6  | 28 |
| 9  | Union Royale Saint-Gilloise    | 30 | 10 | 8  | 12 | 26 | 40 | -14 | 28 |
| 10 | K. Beerschot VAV               | 30 | 11 | 5  | 14 | 33 | 39 | -6  | 27 |
| 11 | K. Sint-Truidense VV           | 30 | 9  | 8  | 13 | 31 | 42 | -11 | 26 |
| 12 | Anversa                        | 30 | 8  | 9  | 13 | 32 | 33 | -1  | 25 |
| 13 | KFC Diest                      | 30 | 8  | 9  | 13 | 27 | 50 | -23 | 25 |
| 14 | R. Crossing Club de Schaerbeek | 30 | 6  | 12 | 12 | 17 | 35 | -18 | 24 |
| 15 | KSV Waregem                    | 30 | 7  | 7  | 16 | 30 | 44 | -14 | 21 |
| 16 | KSK Beveren                    | 30 | 5  | 6  | 19 | 21 | 52 | -31 | 16 |

### Verdetti
- RSC Anderlechtois campione del Belgio 1971-72.
- KSV Waregem e SK Beveren-Waas retrocesse in Division II.